# 亚德加尔·纳斯里丁诺娃
亚德加尔·萨德科芙娜·纳斯里丁诺娃（俄语：Ядгар Садыковна Насриддинова，1920年12月26日—2006年4月7日），女，乌兹别克族，苏联党和国家领导人。曾任乌兹别克苏维埃社会主义共和国最高苏维埃主席团主席，苏联最高苏维埃民族院主席。

## 生平
- 1920年12月26日出生于苏俄突厥斯坦苏维埃社会主义自治共和国费尔干纳州浩罕的一户搬运工人家庭。幼年丧父，在寄养家庭中长大。1931年被送往孤儿院抚养。
- 1936年-1941年，塔什干铁路工程学院学习。
- 1941年10月-1942年2月，塔什干站机车工程师。1942年加入联共（布）。
- 1942年2月-1946年1月，乌兹别克苏维埃社会主义共和国共青团书记。
- 1946年1月-1947年10月，共青团塔什干州委第一书记。
- 1947年10月-1948年3月，塔什干铁路工程学院就读研究生。
- 1948年3月-1950年10月，乌兹别克苏维埃社会主义共和国共青团第二书记。
- 1950年10月-1952年5月，共青团塔什干市基洛夫区委书记。
- 1952年5月-1955年2月，乌兹别克苏维埃社会主义共和国建筑材料工业部长。
- 1955年2月-1959年3月，乌兹别克苏维埃社会主义共和国部长会议副主席。
- 1959年3月-1970年9月，乌兹别克苏维埃社会主义共和国部长会议主席。1959年10月-1970年7月兼任苏联最高苏维埃主席团副主席。任期内反对将克里米亚鞑靼人遣返回乡，因为她认为这会让乌兹别克缺少劳动力。
- 1970年7月-1974年7月，苏联最高苏维埃民族院主席。
- 1974年8月-1978年12月，苏联建筑材料工业部副部长，亚非事务委员会主席。
- 1979年退休。
- 在勃列日涅夫死后，戈尔巴乔夫推动改革重组运动，乌兹别克的棉花弊案也东窗事发。纳斯里丁诺娃也被指控贪污受贿。1988年11月被开除党籍。1991年因证据不足被平反，恢复党籍。
- 2006年4月7日于莫斯科逝世，享年85岁。葬于孔策沃公墓。

纳斯里丁诺娃是苏共21-24大代表；第20-24届中央委员；第6-9届苏联最高苏维埃民族院代表；第2-7届乌兹别克苏维埃社会主义共和国最高苏维埃代表。

## 荣誉
- 四次列宁勋章
- 十月革命勋章
- 两次劳动红旗勋章
- 荣誉勋章